# Musique guinéenne

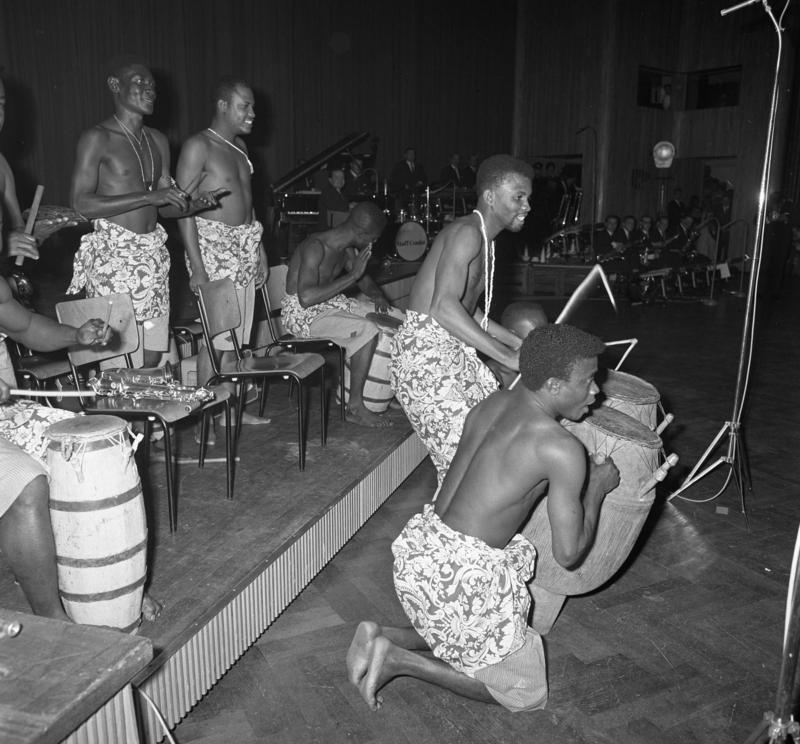
Percussionnistes de la compagnie nationale de danse de Guinée

La musique guinéenne définit la musique produite en Guinée, une nation ouest-africaine, composée de nombreux groupes ethniques. Parmi ses musiciens les plus connus, se trouve Mory Kanté. 

## Musique nationale
Le Président de Guinée, Sekou Touré, dissout tous les orchestres de danse privés et créé un réseau de groupes parrainés par l'État. Le gouvernement forme rapidement le Syli Orchestre National, un orchestre de danse qui comptait certains des meilleurs musiciens du pays. 
Liberté est l'hymne national de la Guinée depuis l'indépendance en 1958. Il est arrangé par Fodéba Keïta, basé sur la mélodie Alfa yaya.

## Musique traditionnelle
Les 10 millions d'habitants de la Guinée appartiennent à au moins 24 groupes ethniques (Peuls, Mandinka, Susu...). La musique mandé est dominée par les djelis, des chanteurs-historiens itinérants. Traditionnellement, les instruments populaires incluent le ngoni, un parent éloigné du banjo, et le balafon. Les joueurs de balafon célèbres incluent El Hadj Djeli Sory Kouyaté et, au début de sa carrière, Mory Kanté. La kora, croisement entre une harpe et un luth, est également très répandue. D'autres musiques populaires utilisent le Dunun cylindrique associé au djembé en forme de gobelet. 
Comme au Mali, un élan de retour aux racines se produit dans les années 1960 et 1970, avec le soutien de l'État de Sekou Touré, père de l'indépendance guinéenne et premier président de la Guinée. Il introduit une politique culturelle appelée « authenticité », par laquelle les musiciens et les artistes sont chargés de « regarder le passé » pour l'inspiration, et d'incorporer les pratiques traditionnelles dans leurs arts. L'« authenticité » prend fin avec le décès de Sékou Touré en 1984.

## Musique populaire
Après la Seconde Guerre mondiale, la guitare est importée en Guinée et des joueurs comme Kanté Facelli et son cousin Kanté Manfila développent leur propre style de jeu. À l'époque contemporaine, la guitare joue un rôle très important. Certains des premiers groupes de danse comprennent des groupes populaires comme Keletigui et ses tambourinis, Balla et ses balladins et Kebendo Jazz (également connu sous le nom d'Orchestre de Danse de Guéckédou). Le Bembeya Jazz enrichit encore le melting pot musical de la Guinée après sa visite à Cuba en 1965. 
Mory Kanté est un chanteur et musicien guinéen internationalement connu. Son titre 10 Cola Nuts connait un succès majeur en Guinée et au Mali, tandis que Yéké yéké, single de l'album Mory Kanté à Paris, est un succès européen en 1988. Saïfond Baldé est un jeune chanteur contemporain, qui marie sonorités afro et rythme pastoral,. Il sort en 2020 son single Fodari (dont le clip dépasse 2 millions du vues en 3 mois).
Straïker est un jeune rappeur qui marie sonorités traditionnelles telles que la flûte pastorale et le djembé aux instruments du rap comme la batterie. Il est le détenteur de plusieurs records dans le hip-hop guinéen dont King of king et un clip très populaire intitulé Poullosophe,.
Le hip-hop guinéen est aussi composé du rap, ragga, RnB. Duuda est l'un des groupes pionniers du Guinée ; ce groupe est composé clax, momoh, sidi . Ces jeunes par leur musique dénoncent les inégalités sociales et les manques sur le plan politique.

## Précurseurs
- Mory Kanté
- Grand P
- Manamba Kanté
- Sayon Camara
- Straiker
- Dudda
- Sékouba Bambino
- Fodé Baro
- Binta Lally Sow
- Sékouba Fatako

## Galerie

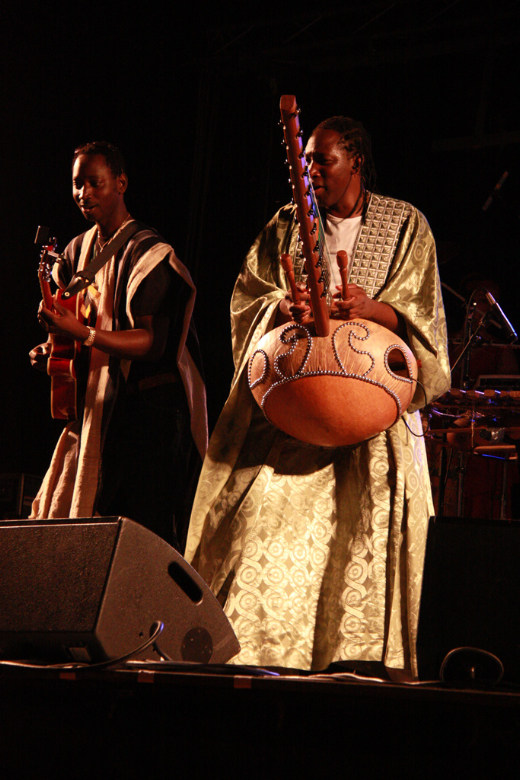
N'Faly Kouyaté, joueur de kora.
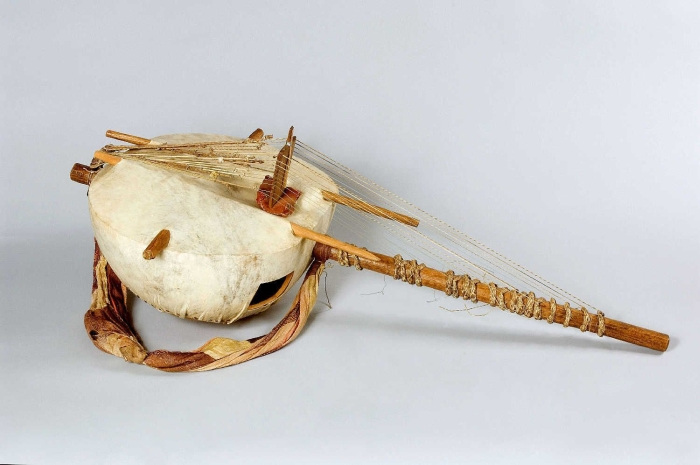
Harpe-luth mandingue (seron).
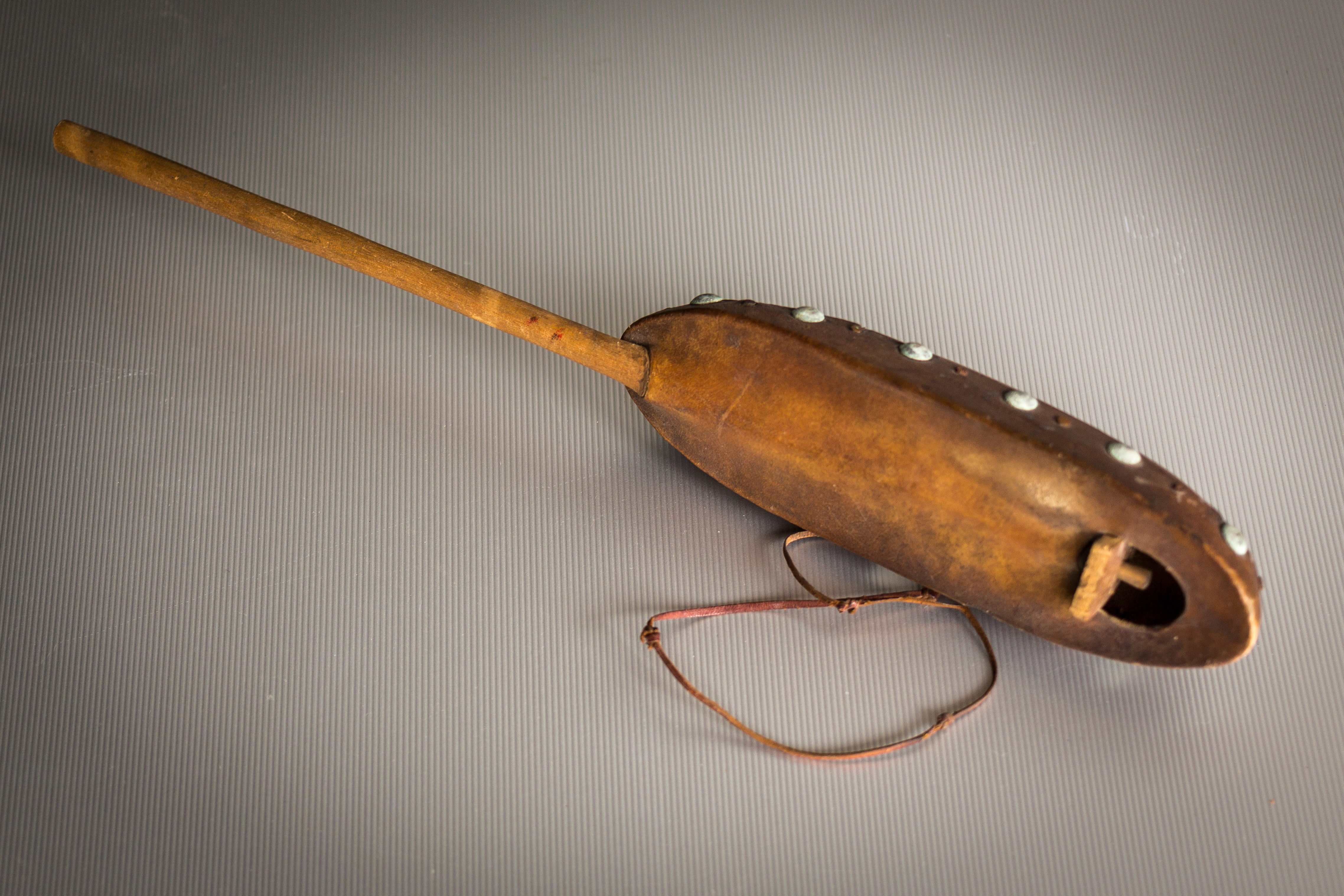
Cordophone malinké.
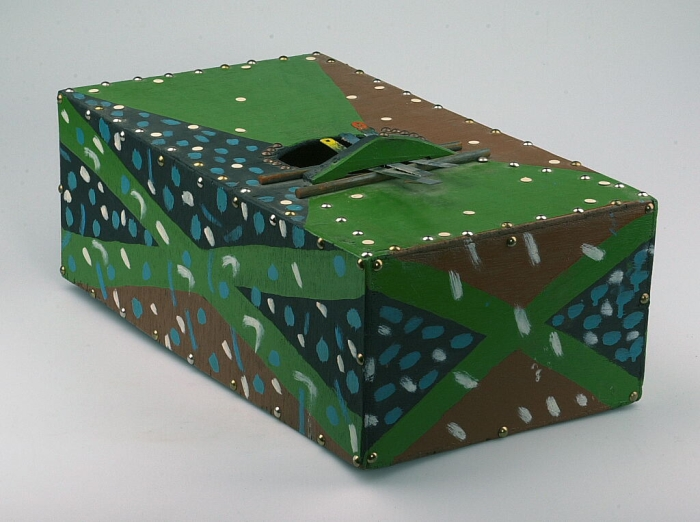
Lamellophone (gongoma).
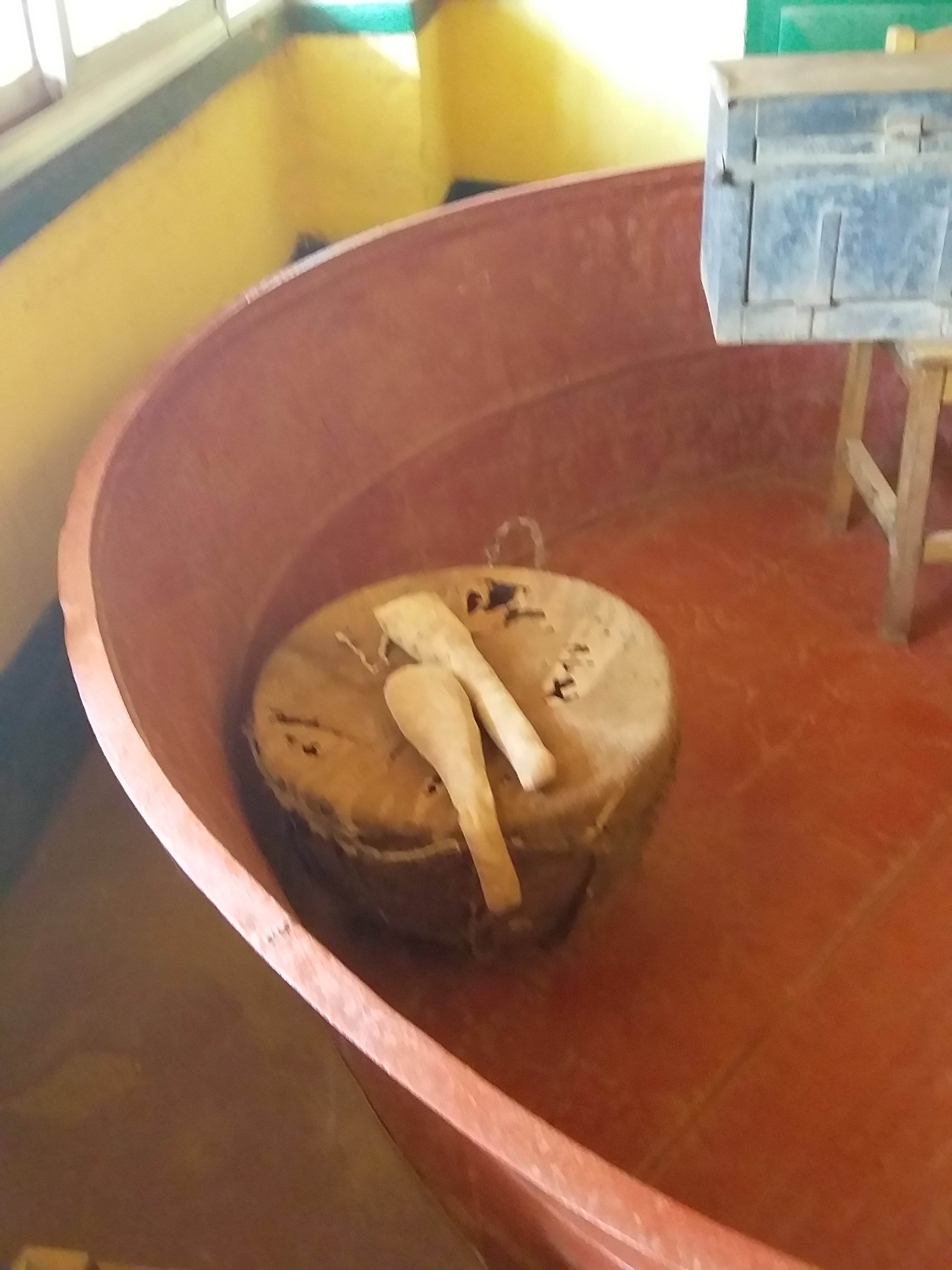
Tam-tam de Samory Touré.
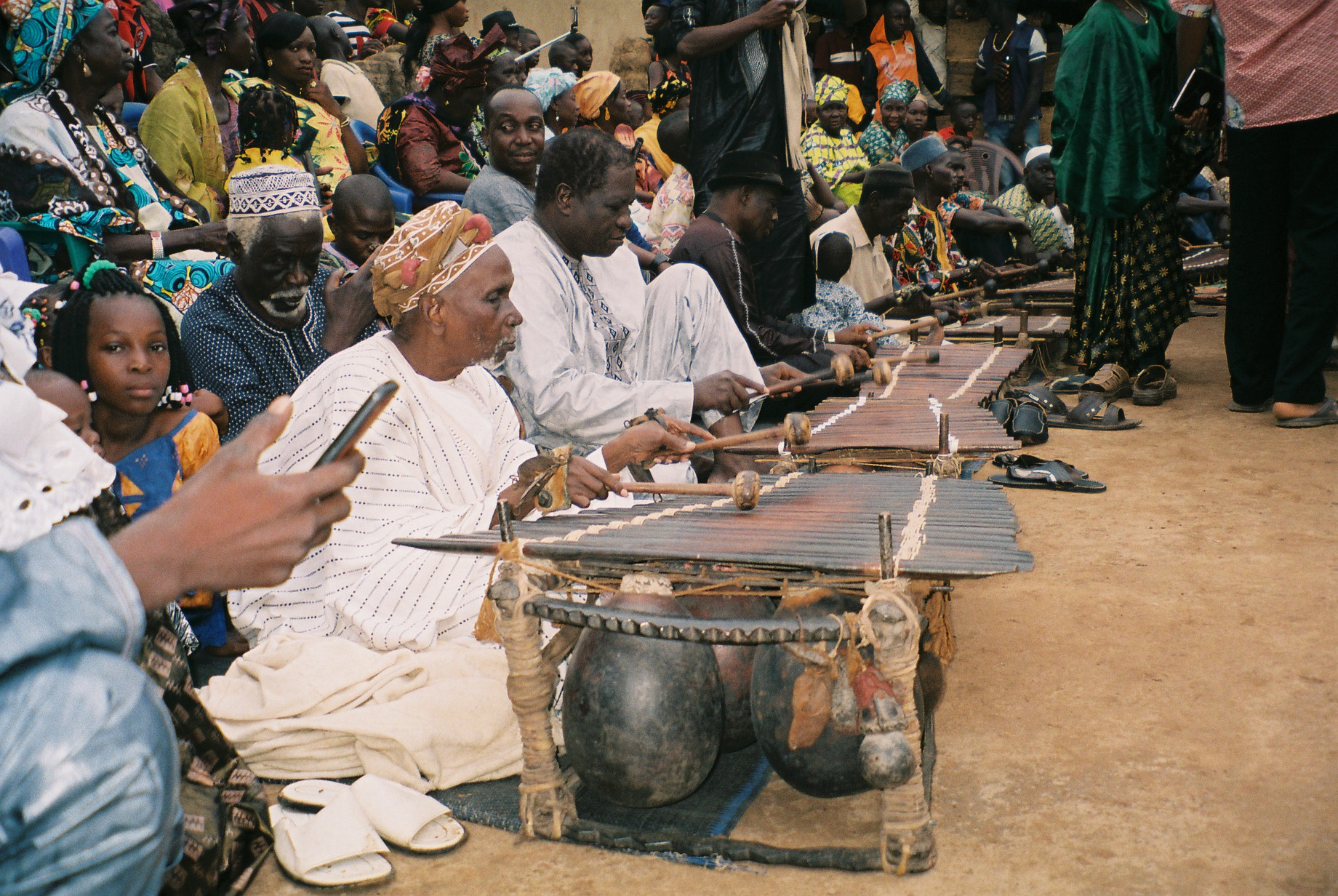
Sékou Kouyaté jouant du sosso bala.

### Discographie
- Clip audio BBC Radio 3 (60   minutes): Koo Nimo et King Ayisoba, web.archive.org, (consulté le 25 novembre 2010).
- Clips audio - musique traditionnelle de Guinée. Bibliothèque nationale de France, web.archive.org, (consulté le 25 novembre 2010).
- Clips audio: Musique traditionnelle de Guinée. Musée d'ethnographie de Genève, web.archive.org, (consulté le 25 novembre 2010).
- Authenticité - Les années Syliphone (2008), Sterns.